# Paramecyna variegata
Paramecyna variegata là một loài bọ cánh cứng trong họ Cerambycidae.